# Иџеван
Иџеван (јерм. Իջևան) је град у Јерменији и административни центар марза Тавуш. Смештен је у подножју истоимене планине, на обе обале реке Акстафа, у покрајини Тавуш на крајњем североистоку земље. Удаљен је 137 km североисточно од престонице Јеревана. Кроз град пролази ауто-пут Јереван—Тбилиси (који тренутно саобраћа само до границе са Азербејџаном која је затворена), а град има и властиту железничку станицу још од 1870. године.

## Географија
Град се налази у долини реке Агстев, на надморској висини од 755 m, окружен високим планинским врховима са густим шумама и местимично бујним пашњацима. Просечна годишња темпереатура је око 10,6 °C (у јануару 0 °C, а у јулу 21,3 °C). Апсолутни температурни максимум износио је 37 °C, а апсолутни минимум -23 °C. Годишњи просек падавина је 562 mm. На улаз у град се налази и малено језерце по имену Спитак.

## Историја
Oснован је као сеоце Каравансарај (тур. Karvansaray) у XVIII веку, да би 1920. добио садашње име Иџеван. Оба имена, и турско и јерменско, се могу превести као гостионица, или одмориште. Град је познат као свратиште на важном трговачком путу, а стари градски центар се налазио 10 км јужније од данашњег града.
У периоду 1604—1605. стари град је готово уништен у честим персијским упадима. Крајем XVIII века основано је ново насеље на месту садашњег града (углавном од стране насељеника из Карабага и села јереванског каната).
29. новембра 1920. град је заузела совјетска Црвена армија (након што су побуњени радници против актуелне власти основали револуционарни комитет у помоћ је позван СССР). Кућа у којој је основан револуционарни комитет је у совјетско доба имала функцију историјско-револуционарног музеја.
Иџеван је 1958. добио статус насеља градског типа, да би већ 1961. добио статус града. Град је гасифициран 1964. године.
| Година | Становника |
| ------ | ---------- |
| 1831.  | 440        |
| 1873.  | 1.016      |
| 1926.  | 2.261      |
| 1959.  | 7.639      |
| 1976.  | 15.000     |
| 2001.  | 20.200     |
| 2009.  | 20.500     |

## Економија
У совјетско време град је доживео велики индустријски напредак, посебно у области дрвне индустрије и у занатству. Иџеванска тканица тепиха је била највећа мануфактура тог типа на Кавказу, и трећа по величини у целом СССР-у. Међутим, након распада СССР-а овај регион је доживео економски колапс.
Данашња економија града почива на малим прехрамбеним погонима и фабрици машинских делова. Најважнији су ипак „Иџевански вински подруми“ на самом улазу у град (познати су по свом вину од нара). У близини се налази 20 минералних извора.
Град има и властиту телевизију и новине.

#### Туризам
Тавуш се убраја у најпиторескније регије Јерменије и цео регион је идеалан за ваздушне бање. У вароши се налази и хотел са 200 кревета изграђен 1969. У регији се налази велики број културно историјских споменика:
- Манастир Макараванк — из X века налази се 16 km северно од Иџевана и чувен је по својим каменим громадама зелене и љубичасте боје. Манастир се налази у шуми изнад села Ачајур.
- Манастир Аракелоц — из XIII века, пар километара северно од вароши.
- Манастир Кирантс — је из VIII века и налази се 10 km северно од вароши.
- Кањон Јенокаван у близини истоименог села, северно од Иџевана. Привлачан по лепоти својих клифова, пећина, речица и каскада, окружен густом шумом. У пећини Анапат налазе се бројни цртежи из предхришћанског периода. У кањону се налази и неколико ресторана и одмаралиште.

## Култура и образовање
У граду се од 1994. године налазе нека одељења државног универзитета са око 700 студената на одсецима за математику, физику, јерменски језик и књижевност, историју, педагогију и психологију.
У периоду од 1985. до 1990. у граду се одржавао годишњи симпозијум посвећен скулптури уз учешће уметника из целог света. Због тога је град и добио епитет град 100 скулптура, иако се данас у самом граду налази 116 скулптура. У граду се налазе мали етнографски музеј и галерија.

## Спорт
У Иџевану је 2007. саграђен стадион Арнар који је већ наредне године био домаћин финалне утакмице купа Јерменије између ФК Арарата и ФК Банантса. Постојао је и фудбалски клуб Бентонит Иџеван који је 2007. угашен због финансијских проблема.

## Градови побратими
Валанс од 1996.